# RPM (revista)
RPM foi uma publicação da indústria musical canadense que apresentou paradas músicais e álbuns para o Canadá. A publicação foi criada por Walt Grealis, em fevereiro de 1964, através da sua existência pela gravadora proprietário Stan Klees. RPM cessou sua publicação em novembro de 2000. RPM significa "Records, Promotion, Music".